# Außenlaststation

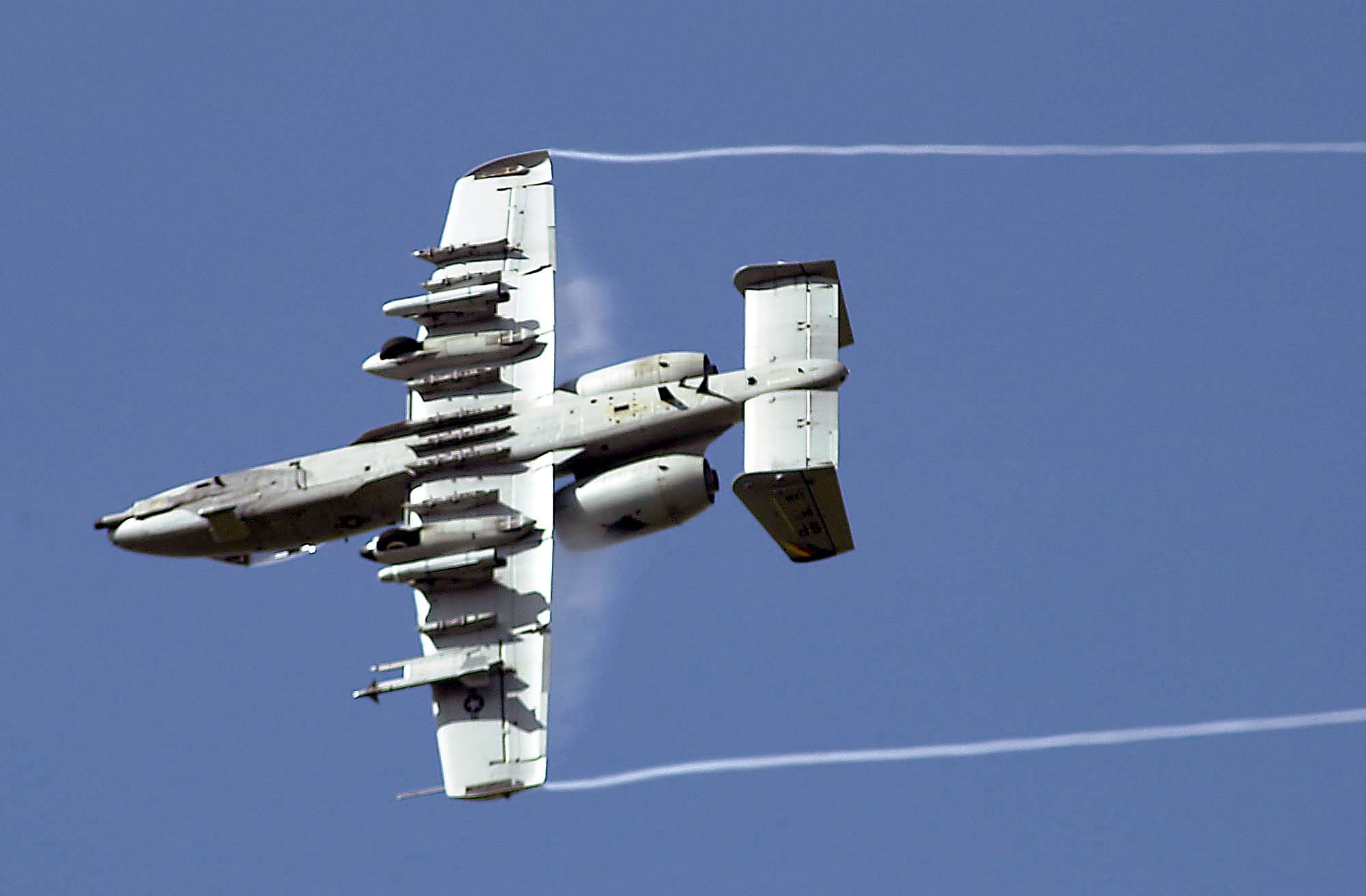
Außenlaststationen einer A-10 Thunderbolt II

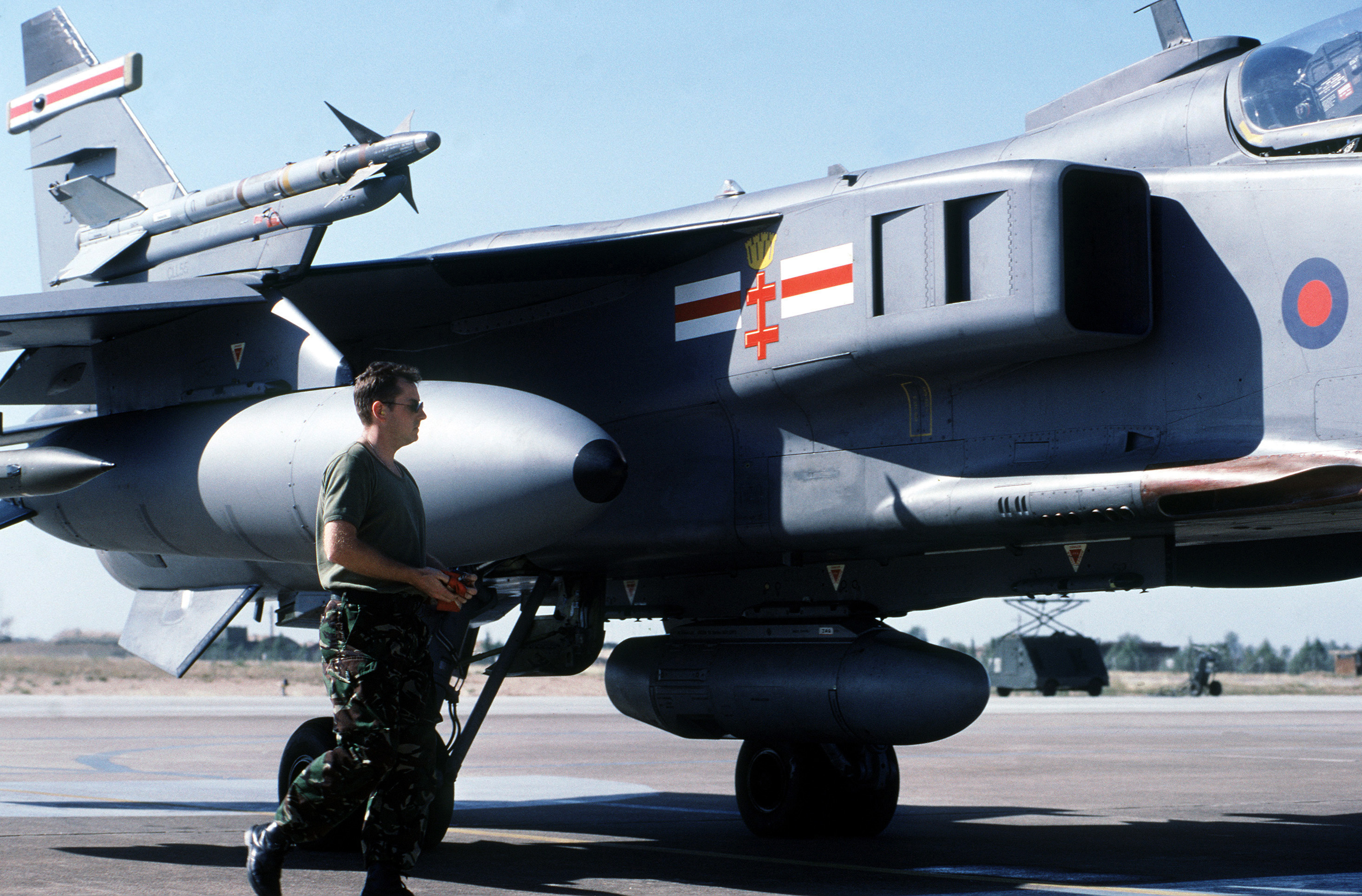
Kampfflugzeug Jaguar mit abwerfbarem Zusatztank am inneren Flügelaufhängepunkt, Aufklärungsbehälter unter dem Rumpf, sowie einer seltenen Überflügel-Lenkwaffe

Eine Außenlaststation, ist eine Vorrichtung an einem Luftfahrzeug, im Allgemeinen einem Flugzeug oder Hubschrauber, die es erlaubt, eine Außenlast so zu befestigen, dass sie während des Flugs sicher transportiert werden kann.
Der im Flugzeugbau verwendete Begriff „Pylon“ beschreibt sowohl die mechanische Befestigung der Triebwerke bei Zivil- oder Militärflugzeugen außerhalb des Flugwerks, als auch die Vorrichtungen bei Militärflugzeugen zur Befestigung von Wechselbehältern. Darin enthalten sind Versorgungsfunktionen.

## Grundsätze
Das Tragen von Außenlasten muss bei der Konstruktion des Flugzeugs durch das Anbringen von konstruktiv verstärkten Befestigungspunkten englisch hardpoint vordefiniert werden. An diesen Hardpoints werden sogenannte Pylons, die Lastenträger angebracht. Ihre Dimensionen sorgen für die korrekte strömungsgünstige Separation von der Flugzeugzelle, nochmals wichtig im Falle eines Abwurfes der Last.
An den Pylons der Triebwerke wiederum treten sehr hohe Lasten auf.
In den meisten Fällen werden die Außenlaststationen an der Unterseite von Flügeln oder Rumpf angebracht, seltener an den Rumpfseiten.
In ebenso seltenen Fällen wird die Last auf dem Flugzeug transportiert (zum Beispiel Space Shuttle auf dem Shuttle Carrier Aircraft). Nur in ganz wenigen Fällen wurden im militärischen Bereich Außenlasten über dem Flügel platziert, zum Beispiel beim SEPECAT Jaguar Lenkwaffen oder bei der English Electric Lightning als einzigem Flugzeug überhaupt die Zusatztanks.
Beim zivilen Einsatz werden an Außenlaststationen hauptsächlich Kraftstofftanks oder eine Beobachtungseinrichtung wie Radar, Kameras oder Messgeräte befestigt.
Bei militärischem Einsatz wird neben den Abwurftanks, Sensorik und externen Selbstschutzanlagen hauptsächlich die Waffenlast an Außenstationen befestigt.
Die Ansteuerung und Kontrolle solcher Außenlasten erfolgt elektrisch. Die Verbindung stellen dabei Stecksysteme her.
Außenlaststationen können mit einem pyrotechnischen Mechanismus versehen werden, welcher im Moment des Auslösens des Abwurfes der Außenlast (etwa Bomben oder leere/volle Kraftstofftanks) anspricht (beispielsweise über einen Pyrostößel) und dadurch die Außenlast von der Außenlaststation und dem Flugzeug separiert.
Vorteile von Außenlaststationen sind Flexibilität und die Möglichkeit eines schnellen Konfigurationswechsels. Die Nachteile sind fallweise Einschränkungen der zulässigen Flugparameter sowie erhöhter Luftwiderstand und Radarquerschnitt. Waffenschächte sind darum für Flugzeuge mit Tarnkappentechnik unabdingbar.